# Zip
För ZIP drive, se diskett.
Zip är ett filformat för komprimerade arkivfiler. Det används för att samla en eller flera filer och komprimera dem så att de tar mindre plats. Komprimeringsalgoritmen i zipformatet heter DEFLATE. Den använder både LZ77-algoritmen och Huffmankodning.
Formatet utvecklades ursprungligen av Phil Katz för programmet PKZIP. I dag finns det en uppsjö av program som använder zipformatet, bland andra WinZip, WinRAR, 7-Zip och Microsofts Utforskaren.